# Xi Kang
Xi Kang ou Ji Kang (223-262) foi um escritor, poeta, filósofo do taoísmo, músico, e alquimista chinês.
Como pensador, escreveu sobre longevidade, teoria da música, na política e na ética. Entre seus trabalhos estão o Yangsheng Lun (ensaio na vida de nutrição), Shengwu Aile Lun (ausência de sentimentos na música), Qin Fu (uma composição no Qin), e Shisi Lun (discurso na individualidade). Como um músico, Xi Kang compos um número de partes de solo para Qin. Acredita-se que os trabalhos de Xi Kang tenham influenciado Ge Hong.
Xi Kang era altamente crítico do confucionismo e desafiou muitas convenções sociais de seu tempo. Como tal ele foi considerado escandaloso. Foi sentenciado à morte após Zhong Hui e Sima Zhao. Xi Kang era um dos sete sábios do bosque de bambu.